# Aleneva (Alasca)
Aleneva é uma Região censo-designada localizada no estado americano de Alasca, no Distrito de Kodiak Island.

## Demografia
Segundo o censo americano de 2000, a sua população era de 68 habitantes.

## Geografia
De acordo com o United States Census Bureau, a localidade tem uma área de 159,3 km², sem área coberta por água.

## Localidades na vizinhança
O diagrama seguinte representa as localidades num raio de 72 km ao redor de Aleneva. 